# Алоара
Алоара Капуанская (X век — 992) — принцесса, правившая Капуей вместе со своим сыном с 982 по 992 годы. Говорят, что она умело управляла своими государствами.
Её имя включено в композицию «Этаж наследия» Джуди Чикаго.

## Жизнь
Алоара вышла замуж за Пандульфа Айронхеда, принца Капуи и Беневенто. Её муж умер в Капуе в 981 году, оставив Алоаре пятерых сыновей: Ландульфа IV, принца Капуи и Беневенто; Пандульфа, принца Салерно; Атенульфа, титулованного графа, а также маркиза, возможно, Камерино; Ланденульфа, принца Капуи; и Лайдульфа, сменившего отца.
Ландульф IV погиб в 982 году в битве за императора против греков и сарацин. Ему наследовал его брат Ланденульф, но он был крайне молод, и Оттон I наделил его княжеством Капуи, чтобы Алоара могла править вместе с ним. Этот указ был также подтвержден Феофаной, вдовой Оттона и регентом на протяжении несовершеннолетия Оттона III. Алоара начала править в 982 году. Она управляла с большой мудростью и отвагой.
Ланденульф был убит в результате заговора своих родственников в 993 году, а его брат Лайдульф, который стал преемником, был свергнут императором Оттоном III в 999 году за причастность к смерти своего брата.
Бароний рассказывает, что святой Нил Младший предсказал ей в наказание за убийство племянника её мужа (которого она только что казнила, опасаясь, что он посягнет на права её сына), что её отпрыск не будет царствовать в Капуе — пророчество, которое сбылось.